# Engenharia em nanotecnologia

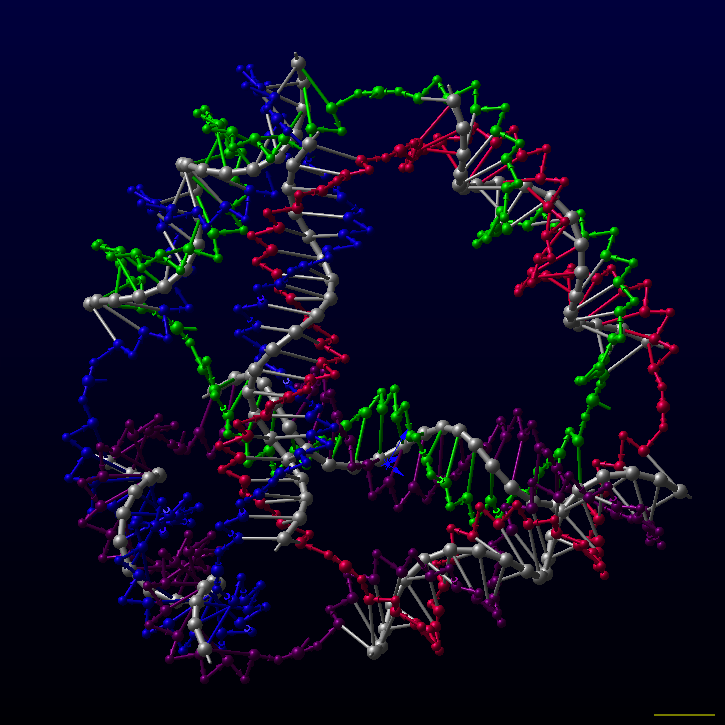
Isso é foto de um dna em abril 2010

Engenharia em Nanotecnologia é uma nova disciplina e profissão que visa aplicar o conhecimento técnico e científico para conceber e implementar materiais, estruturas, máquinas, instrumentos, sistemas e processos com novas propriedades e funcionalidade. Isso é feito através da montagem, manipulação e controle da forma e tamanho dos materiais em escala atômica e molecular.

## Introdução
A palavra grega “nano” significa anão e ressalta o nanômetro (um bilionésimo do metro) que corresponde, aproximadamente, à largura de 10 átomos de hidrogênio alinhados. Todavia, o termo nanotecnologia só começou a ser empregado a partir de 1974 quando Norio Taniguchi, um pesquisador da Universidade de Tokyo no Japão, utilizou o termo para se referir à habilidade de criar materiais precisamente no nível nanométrico.
A manipulação em escala atômica possibilita a criação de novos materiais com propriedades óticas, mecânicas e eletrônicas diferenciadas. Por exemplo o uso de estruturas semicondutoras em escala nanométrica como marcadores na realização de exames médicos.
A engenharia em nanotecnologia possui caráter multidisciplinar envolvendo vários ramos da ciência e tecnologia, tais como física, química, matemática, computação, engenharia eletrônica, ciência dos materiais, medicina, entre outros.

## Perfil profissional
O profissional deverá possuir uma base sólida em materiais, física, química, eletrônica e computação. O objetivo desta formação é diminuir a barreira entre as áreas e possibilitar um avanço mais rápido na produção de ferramentas para o desenvolvimento tecnológico realizando a convergência de ideias.
nanotecnologia na medicina
A nanotecnologia molecular terá um grande impacto no campo da medicina em geral.
Dada a complexidade do mundo da medicina, tardarão em evidenciar-se todos os benefícios da nanotecnología nesse campo.
No entanto, alguns destes chegarão de forma imediata.
```
As ferramentas de investigação e a prática da medicina serão menos dispendiosas e mais potentes. Contaremos com sistemas de investigação e diagnóstico mais eficazes, o que permitirá uma capacidade de resposta mais rápida perante novas doenças.
```

Uma quantidade de pequenos sensores, computadores, e diversos aparelhos de custo reduzido permitirão um controlo contínuo na saúde dos pacientes, assim como também, no tratamento automático. Além disso, será possível a existência de diversos tipos e novos de tratamentos.
Desta forma, enquanto os custos de medicina descem e o tratamento de doenças se torna mais seguro, muitas mais pessoas em todo o mundo poderão beneficiar desses avanços

## Aplicações
- Síntese e caracterização de nanomateriais
- Computação quântica
- Dispositivos semicondutores
- Catálise
- Fármacos

## Educação em engenharia de nanotecnologia
Diversas universidades no Brasil possuem pesquisas voltadas para a área de nanotecnologia, porém somente algumas têm formalizadas em sua estrutura acadêmica programas voltados exclusivamente para nanotecnologia, como o caso das universidades listadas a seguir.
- UFRJ - Universidade Federal do Rio de Janeiro - Graduação, Mestrado, Doutorado
- UFABC - Universidade Federal do ABC - Mestrado, Doutorado, Pós-Doutorado
- PUC-RJ - Pontifícia Universidade Católica do Rio de Janeiro - Graduação, Mestrado, Doutorado
- UNIFRA - Centro Universitário Franciscano - Mestrado e Doutorado
- UPM - Universidade Presbiteriana Mackenzie - Mestrado e Doutorado

## Empresas no Brasil
- Boticário
- Braskem
- Embraco
- Embrapa
- FMC technologies
- Indústria química Taubaté
- Nanox
- Nanum Nanotecnologia SA
- Orbys
- Petrobras
- Polibras
- Ponto quântico
- Quattor
- Rhodia
- Santista têxtil
- Serrana mineração
- Vale
- ValexCell
- White Martins